# Abricotine
El abricotine es un brandy a base de albaricoque producido en el cantón de Valais, en los Alpes suizos. Es un término genérico que en Suiza engloba varias bebidas alcohólicas similares aromatizadas con albaricoques de la variedad Luizet, cultivada en el Valais. El abricotine se toma solo como digestivo, o bien como ingrediente de cócteles y sorbetes.
El abricotine de Valais se comenzó a producir en 1838, cuando se plantó el primer albaricoquero Luizet. Inicialmente el destilado era producido únicamente por destiladores y licoreros privados, y los criterios de calidad fueron determinados entre 1943 y 1947 por las empresas del Valais.

## Denominación de origen
Se estableció una appellation d'origine protégée (AOP) o ‘denominación de origen protegida’ el 6 de noviembre de 2002, en el Registro Oficial Suizo de Denominaciones de Origen e IGP, por la Oficina Federal de Agricultura, modificada por la decisión del 27 de mayo de 2014.
La denominación de origen se llama oficialmente «AOP Abricotine» o «AOP Valais Apricot Eau-de-vie».